# 張文康
张文康（1940年4月—），男，汉族，上海市南汇区（现属浦东新区）人。原中华人民共和国卫生部部长。

## 生平
中学时期在上海市闵行中学就读，1962年毕业于上海第一医学院。1962年8月参军入伍，1966年4月加入中国共产党。后来就职于第二军医大学，出任副校长，1988年获得少将军衔。1990年7月随时任中共中央总书记江泽民进京，担任江泽民的保健医生并任中国人民解放军总后勤部卫生部副部长。1993年2月出任中华人民共和国卫生部副部长，1998年3月任卫生部部长、党组书记，晋升正部级。2003年3月17日，经国务院总理温家宝提名，国家主席胡锦涛发布第二号中华人民共和国主席令，根据中华人民共和国第十届全国人民代表大会第一次会议的决定，张文康被任命为卫生部部长。

## 爭議
非典型肺炎（SARS）傳染病爆发時，2003年4月3日他在記者會說「我在这儿以部长的名义说中国局部地区已经有效地控制了非典型肺炎的疫情......到中国来工作、旅游、开会也是安全的」。4月26日，国家主席胡锦涛发布第三号《中华人民共和国主席令》，根据中华人民共和国第十届全国人民代表大会常务委员会第二次会议，免去张文康的卫生部部长职务；任命国务院副总理吴仪兼任卫生部部长。然而2003年10月，他出任宋庆龄基金会副主席，2005年当选为全国政协教科文卫体委员会副主任委员。